# 甘尼夫卡 (索斯尼齊亞區)
51°30′50″N 32°26′24″E / 51.51389°N 32.44000°E
甘尼夫卡（烏克蘭語：Ганнівка），是烏克蘭北部的村莊，隸屬切爾尼希夫州的科留基夫卡區。該村始建於1274年，面積0.31平方公里，海拔高度121米，2001年人口58，人口密度每平方公里187.1人。